# Iphiaulax bicolor
Iphiaulax bicolor är en stekelart som först beskrevs av Telenga 1936.  Iphiaulax bicolor ingår i släktet Iphiaulax och familjen bracksteklar. Inga underarter finns listade i Catalogue of Life.